# ホースト州
ホースト州（ホーストしゅう、Khowst、パシュトー語：خوست）は、アフガニスタンの南東部にある州である。州都はホースト市。面積4,152 km2、人口498,000人。2013年5月現在の知事は、アブドゥルジャッバール・ナイーミー。

## 地理
パキスタンと国境を接する山岳地帯で、クラム川がパキスタンへ流れ出ている。

## 歴史
ホースト州は、かつてはパクティヤー州、パクティーカーとともに一つの州、ロヤ・パクティーカー (大パクティーカー) を成していた。その後、パクティヤー州の一部であったが、1988年から1995年の間に分離した。
ホースト市はソ連のアフガニスタン侵攻の際に、ホースト攻囲戦（1980年 -1991年4月11日）で、最初に共産主義者から解放された都市である。
2021年8月15日、ターリバーン攻勢により政権が崩壊するとホースト市などで数百人規模の抗議運動が発生した。ターリバーンは8月19日から排除作戦を行うことを理由に無期限の夜間外出禁止令を敷いた。
2021年のターリバーン復権以降、ホースト州内からパキスタン・ターリバーン運動などの武装集団がパキスタンに出撃するようになった。パキスタン政府はアフガニスタン政府を非難するも状況は改善しなかった。
業を煮やしたパキスタンは2022年4月17日にホースト州とクナル州の国境沿いの集落を爆撃。両州合わせて47人以上が死亡した。
2022年6月22日、アフガニスタン東部で地震が発生し、ホースト州内でも建物が倒壊するなどにより大きな被害が発生した。初期段階で死者25人以上、負傷者も90人以上。山間部の情報は届きにくい状況となっており、被害は拡大する見込み。